# Calostoma rodwayi
Calostoma rodwayi är en svampart som beskrevs av Lloyd 1925. Calostoma rodwayi ingår i släktet Calostoma och familjen Calostomataceae.   Inga underarter finns listade i Catalogue of Life.

## Galleri

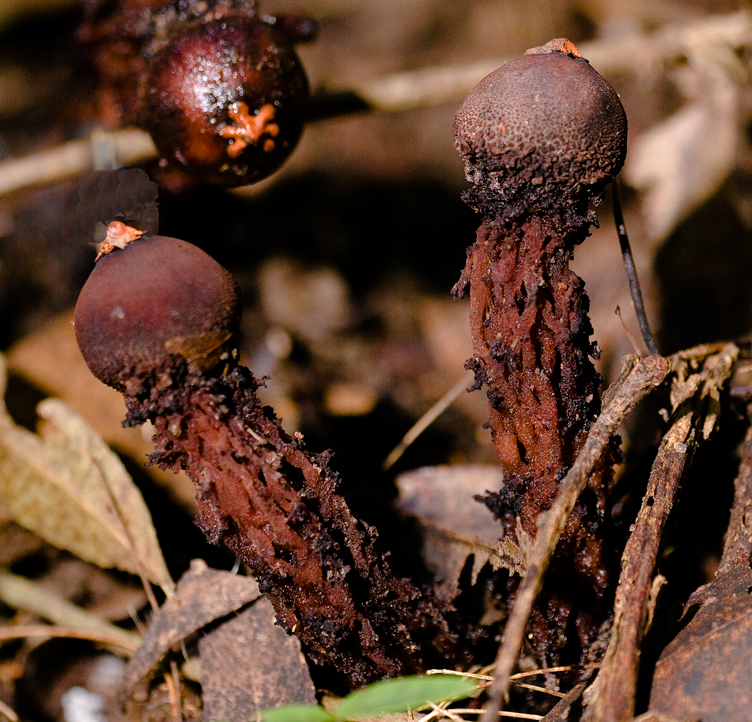